# 컬러 그레이딩
컬러 그레이딩(color grading)은 동영상, 비디오 이미지, 스틸 이미지의 색을 전자적으로, 사진화학적으로, 디지털적으로 변경하거나 강화하는 과정이다. 컬러 그레이딩은 색 교정, 아티스트 색 효과 생성을 둘 다 아우른다. 극장 영화, 배포형 비디오, 인쇄물, 컬러 부문에서 컬러 그레이딩은 현재 컬러 스위트에서 디지털적으로 수행된다. 초기의  필름 현상 과정(색 조정, color timing)은 사진 현상실에서 수행되었다.

## 텔레시네
텔레비전의 등장으로 방송인들은 생방송의 한계를 빠르게 깨닫고 텔레시네로부터 직접 가져온 상영 프린트로부터 장편 영화를 방영하는 것으로 돌아섰다. 이는 Ampex가 최초의 Quadruplex videotape 레코더(VTR) VRX-1000을 선보인 1956년 이전까지는 그랬다. 생방송 프로그램들은 비디오 모니터를 촬영함으로써 각기 다른 시간대에 방영할 수 있도록 녹화될 수 있었다. 이 시스템의 핵심은 텔레비전 방송을 필름에 기록하는 장치인 키네스코프였다.
오늘날 텔레시네는 도구과 기법들이 비디오 환경에서의 색 조정의 일상화를 앞당김에 따라 색 조정(colour timing)과 매우 밀접한 관계를 가진다.

## 디지털 인터미디에이트

### 하드웨어
컬러리스트가 조작하기 위한 제어판이 컬러 스위트에 위치해 있다.
- 고성능 시스템에서 텔레시네는 다빈치 시스템즈 컬러 코렉터 2k 또는 2k 플러스에 의해 제어되며 이를 컬러 그레이딩이라고도 한다.
- 기타 고성능 시스템은 판도라 인터내셔널의 포글(Pogle)에 의해 제어되며 MegaDEF, Pixi, 또는 Revolution 컬러 그레이딩 시스템을 동반한다.

### 소프트웨어
화면을 통해 제어되며 호스트 애플리케이션의 플러그인으로 접근하는 경우도 있다.
- 필름라이트의 베이스라이트가 HD, 2K, 4K, 3D 컬러 그레이딩을 위해 사용된다. 그레이드 조작은 블랙보드를 통해 제어된다. 프로그램은 다양한 필름, 비디오 포맷, 코덱을 지원한다.
- 블랙매직 디자인의 다빈치 리졸브는 macOS, 윈도우, 리눅스에서 동작하며 여러 병렬 GPU를 활용하여 HD, 2K, 4K 이미지를 2D, 스테레오스코픽 3D로 실시간 그레이딩한다.
- 베가스 프로는 컬러 그레이딩을 위한 서드파티 플러그인 및 내장 필터가 있다.
- YUVsoft Color Corrector 어도비 애프터 이펙트 플러그인 (Stereo3D 컬러 그레이딩용)

## 사진

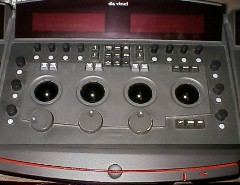
Da Vinci Joy ball control panel
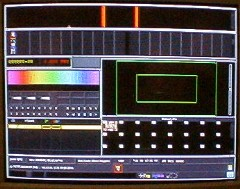
Da Vinci 2k Display
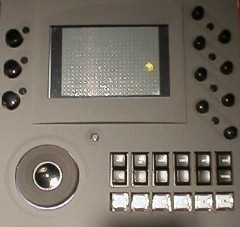
Pogle control panel and soft knob display
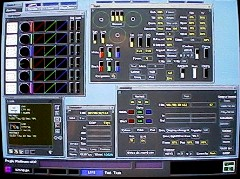
Pogle SGI monitor display
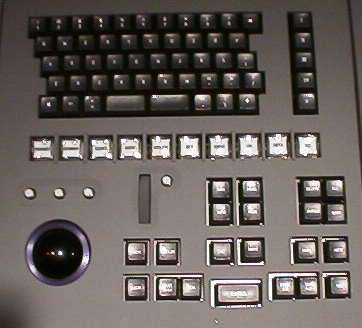
Pogle control panel and keyboard
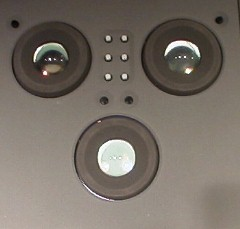
Pogle control panel joyballs
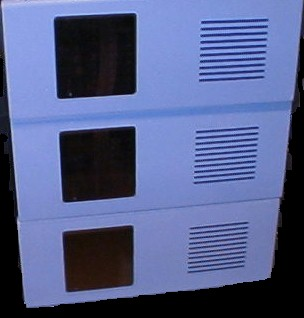
Pogle MegaDEF: Two PiXi systems with a multiplexer rack
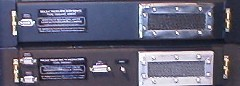
Pogle control rack, CPU and Telecine inferface
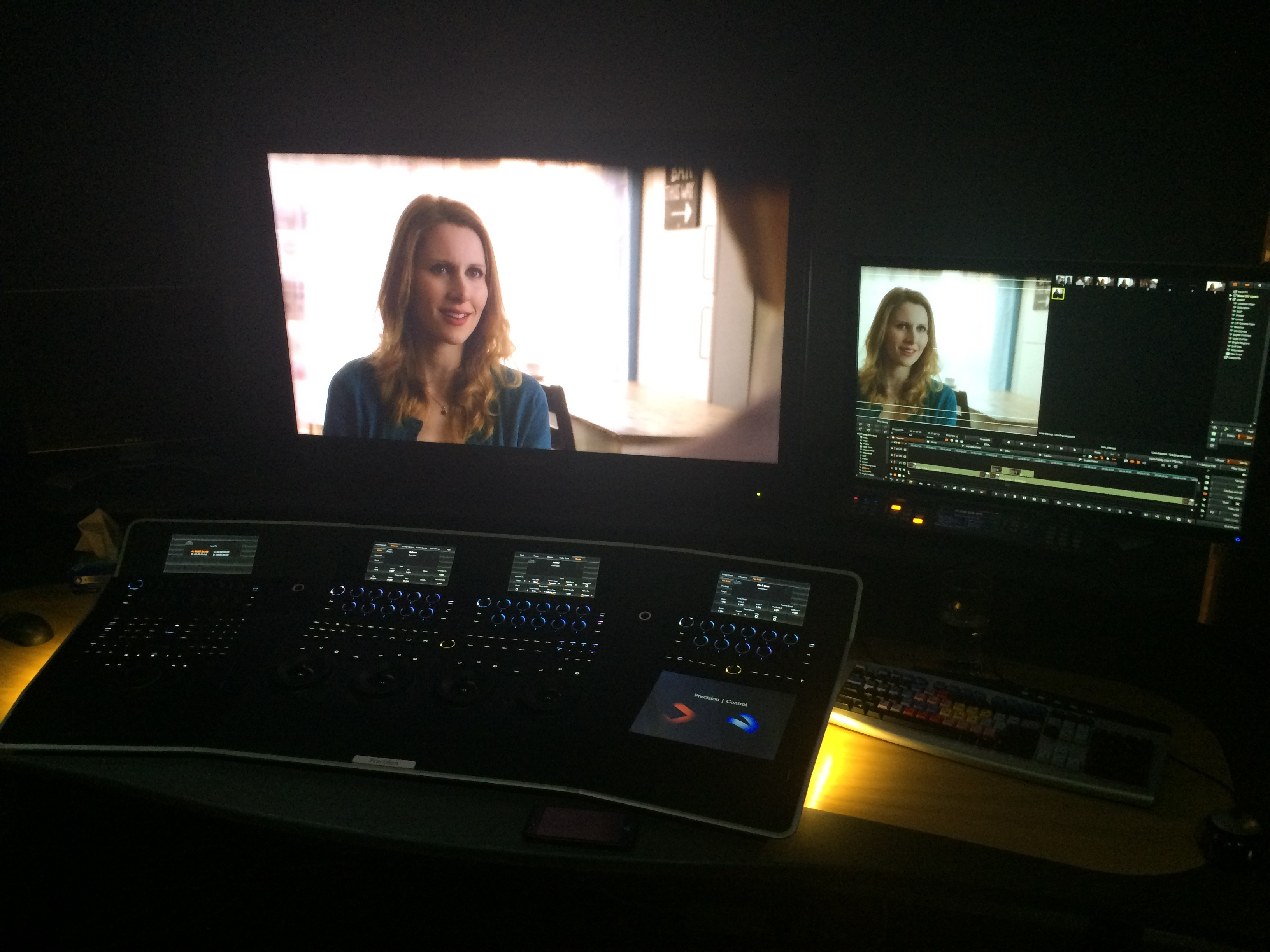
Nucoda with Precision Panel and Dolby Reference Monitor
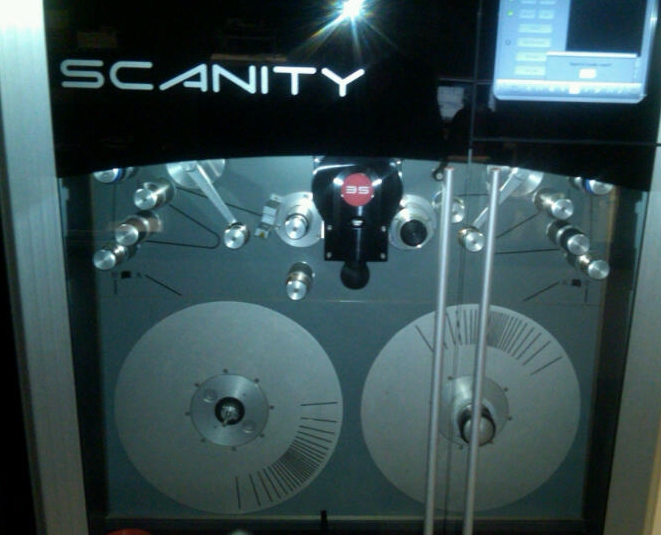
DFT Scanity
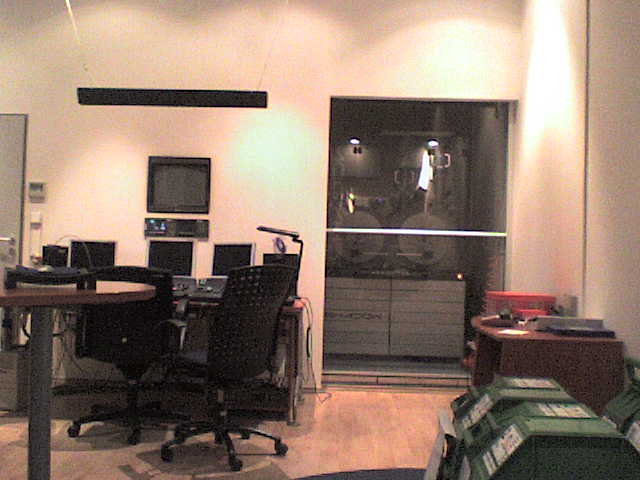
A Shadow Telecine in a color correction suite
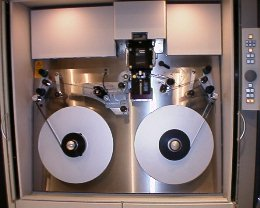
SDC-2000 Spirit DataCine Film Deck
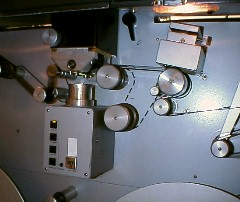
Bosch en:Fernseh FDL 60 Telecine Film Deck and Lens Gate
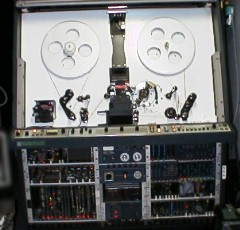
Rank Cintel Mark 3
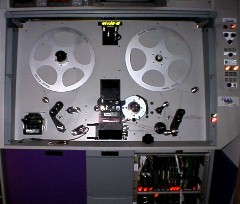
Cintel URSA Diamond

## 같이 보기
- 색조화